# The Spy Who Came in from the Cold
 The Spy Who Came in from the Cold és una pel·lícula britànica dirigida per Martin Ritt el 1965 segons la novel·la homònima de John le Carré (1963).

## Argument[1]
Durant la guerra Freda els serveis secrets del Regne Unit i de la Unió Soviètica manipulen un agent britànic per destruir la credibilitat de certs membres de la jerarquia.

## Repartiment
- Richard Burton: Alec Leamas
- Claire Bloom: Nan Perry
- Oskar Werner: Fiedler
- Sam Wanamaker: Peters
- George Voskovec: Advocat de la defensa Alemanya de l'Est
- Rupert Davies: George Smiley
- Cyril Cusack: Control
- Peter van Eyck: Hans-Dieter Mundt
- Michael Hordern: Ashe
- Robert Hardy: Dick Carlton
- Bernard Lee: Patmore
- Beatrix Lehmann: President del Tribunal
- Esmond Knight: Judge vell
- Tom Stern: Agent de la CIA
- Niall MacGinnis: Guarda alemany
- Scott Finch: Guia alemany
- Anne Blake: Miss Crail
- George Mikell: Guarda alemany
- Richard Marner: Capità Vopo
- Warren Mitchell: Mr. Zanfrello
- Steve Plytas: Jutge de l'Alemanya de l'Est

## Premis i nominacions

### Premis
- 1966: Globus d'Or al millor actor secundari per Oskar Werner
- 1967: BAFTA a la millor pel·lícula britànica
- 1967: BAFTA al millor actor britànic per Richard Burton
- 1967: BAFTA a la millor direcció artística per Tambi Larsen
- 1967: BAFTA a la millor fotografia per Oswald Morris

### Nominacions
- 1966: Oscar al millor actor per Richard Burton
- 1966: Oscar a la millor direcció artística per Hal Pereira, Tambi Larsen, Ted Marshall i Josie MacAvin
- 1967: BAFTA a la millor pel·lícula
- 1967: BAFTA al millor actor estranger per Oskar Werner